# Juhan Aavik
Juhan Aavik (Tallinn, Estònia, 29 de gener de 1884 - Estocolm, Suècia, 26 de novembre de 1982) fou un compositor estonià. Va estudiar composició al Conservatori de Sant Petersburg. Fou director a Tartu, Estònia (1911-1925), professor de conservatori i director a Tallinn (1928-1944), i director del festival de la cançó estoniana a Suècia (1948-1961) (després d'arribar-hi el 1944). Va escriure gairebé dues-centes obres, entre les quals dues simfonies, un concert de violoncel (1949), un concert de contrabaix (1950), un trio de piano (1957), un Rèquiem (1959), i diversos treballs corals, cançons i música de cambra. A Estocolm a l'edat 81 (1965 - 1969), va publicar una història de la música estoniana en quatre volums.